# Arthur Koestler
Arthur Koestler, született: Kösztler Artúr, (Budapest, Terézváros, 1905. szeptember 5. – London, 1983. március 1.) magyar-brit regény- és újságíró, társadalomfilozófus.

## Kezdeti évek
Koestler askenázi zsidó családból származott, Kösztler Henrik miskolci születésű ügynök és a prágai születésű Jeiteles Adél fia. Amikor elérte tizennegyedik évét, nagyiparos apja a családot Budapestről Bécsbe költöztette. Később Koestler beiratkozott a bécsi egyetem pszichológiai és elektromérnöki szakára, de tanulmányait nem fejezte be. Egyetemi évei alatt kapcsolatba került a cionista mozgalommal, és ennek hatására 1926-ban Palesztinába települt. Itt – egy évnyi sodródás után – újságírói állást kapott a németországi Ullstein-lapkiadó közel-keleti tudósítójaként. Jeruzsálem után Párizsba, majd Berlinbe helyezték át.
1931 decemberében belépett a németországi kommunista pártba, majd a következő évben tapasztalatszerzés céljából a Szovjetunióba emigrált. 1932 és 1933 között utazásokat tett a Kaukázusban és Közép-Ázsiában. Utazásai eredményeképpen, a Szovjetunió valós állapota és a szovjet propaganda közötti ellentmondás miatt hite a kommunista mozgalomban megdőlt, majd az 1936-ban kezdődő tisztogatások miatt a kommunizmus tanaitól is eltávolodott. Végül 1938-ban kilépett a pártból.
1936-ban, amikor a spanyol polgárháborúról tudósított, a spanyol nacionalisták elfogták és halálra ítélték, de a kiszabadítására szervezett nemzetközi kampány megmentette a haláltól. 1939 októberében – vélhetően kommunista múltja miatt – a francia hatóságok letartóztatták, és a Pireneusok lábánál fekvő Le Vernet-i internáló táborba szállították. Innen 1940 januárjában szabadult; ugyan Franciaországból kiutasították, a határozatot a háborús körülmények között nem tudták végrehajtani. Amikor a németek bevonultak Párizsba, bujkálni kényszerült, majd beállt a Francia Idegenlégióba. Miután a légióból megszökött, előbb Észak-Afrikába, aztán a semleges Portugáliába menekült. Végül Angliában bukkant fel vízum nélkül; ezért újra börtönbe került, ahonnan 1940 decemberében szabadult. Ezután belépett az angol hadsereg Pioneer Corps nevű alakulatába. Ez volt az egyetlen hely ahova ellenséges ország polgárait is besorozhatták: Koestler ebben az időben még magyar állampolgár volt.

## Művei

### Regények

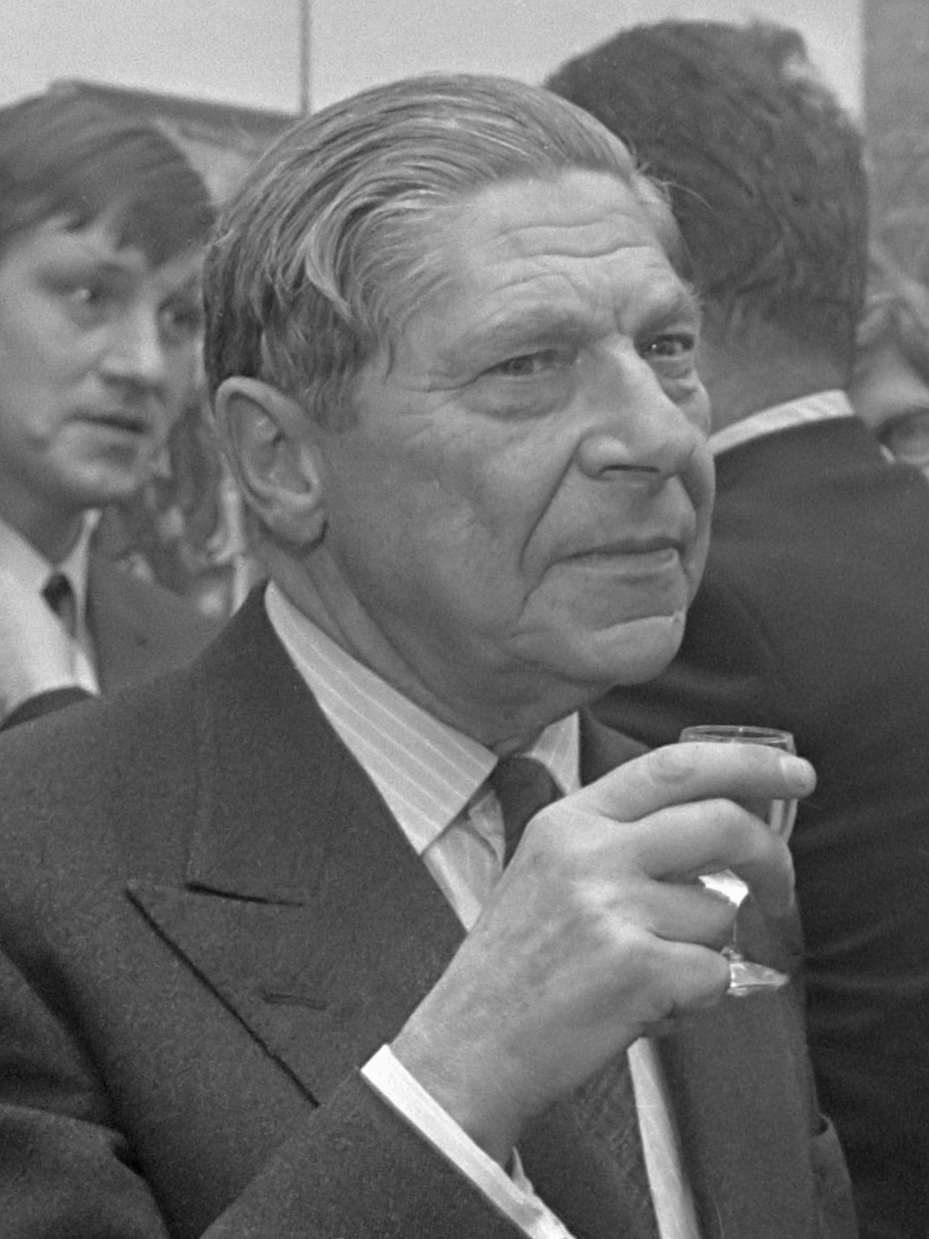
1969-ben

A háború után Londonban végre otthonra talált, és megkezdte írói munkáját. Magyar és német anyanyelve mellett tudott angolul, franciául, oroszul és héberül is. Életrajzírója, David Cesarani szerint nagyapjától Koestler valamennyi jiddist is tanult talán.
Az 1935-ben írt The Good Soldier Schweik Goes to War Again befejezetlen maradt. Első regénynek felfogható műve, A gladiátorok (The Gladiators) 1939-ben került kiadásra. A könyv a Spartacus vezetése alatt kirobbant római rabszolgalázadásról szól. Ezt a regényét magyarul, a Sötétség délben címűt németül, míg későbbi munkái nagy részét angolul írta, tömör és világos újságírói stílusban.
A Sötétség délben (Darkness at Noon) 1940-ben Angliában jelent meg először, de igazi sikerét a háború utáni Franciaországban érte el. A regény a sztálinizmus elleni megrendítő vádirat, mondanivalója Koestler a kommunista párttól való elszakadását és ideológiájának újjászületését tükrözi. Főhőse egy Rubasov nevű idealista bolsevik, aki a sztálini rémuralom áldozatává lesz. A történetet Koestler részben a saját börtönélményeire, részben a sztálini korszak kirakatpereire alapozta. A politikai regénnyel nemzetközi hírnevet ért el. Jean-Paul Sartre, aki akkor még hitt a kommunizmusban, ellenezte Koestler nézeteit. Ezért aztán – bár Koestler otthonosan mozgott a francia liberálisok körében – barátság közte és Sartre között nem tudott kialakulni.
Egyéb regényei:  
Érkezés és indulás (Arrival and Departure, 1943)
Mint éjjeli tolvaj: egy kísérlet krónikája (Thieves in the Night, 1946)
A vágyakozás kora (The Age of Longing, 1951)
A szajhák (The Call Girls, 1972)

### Prózai munkái

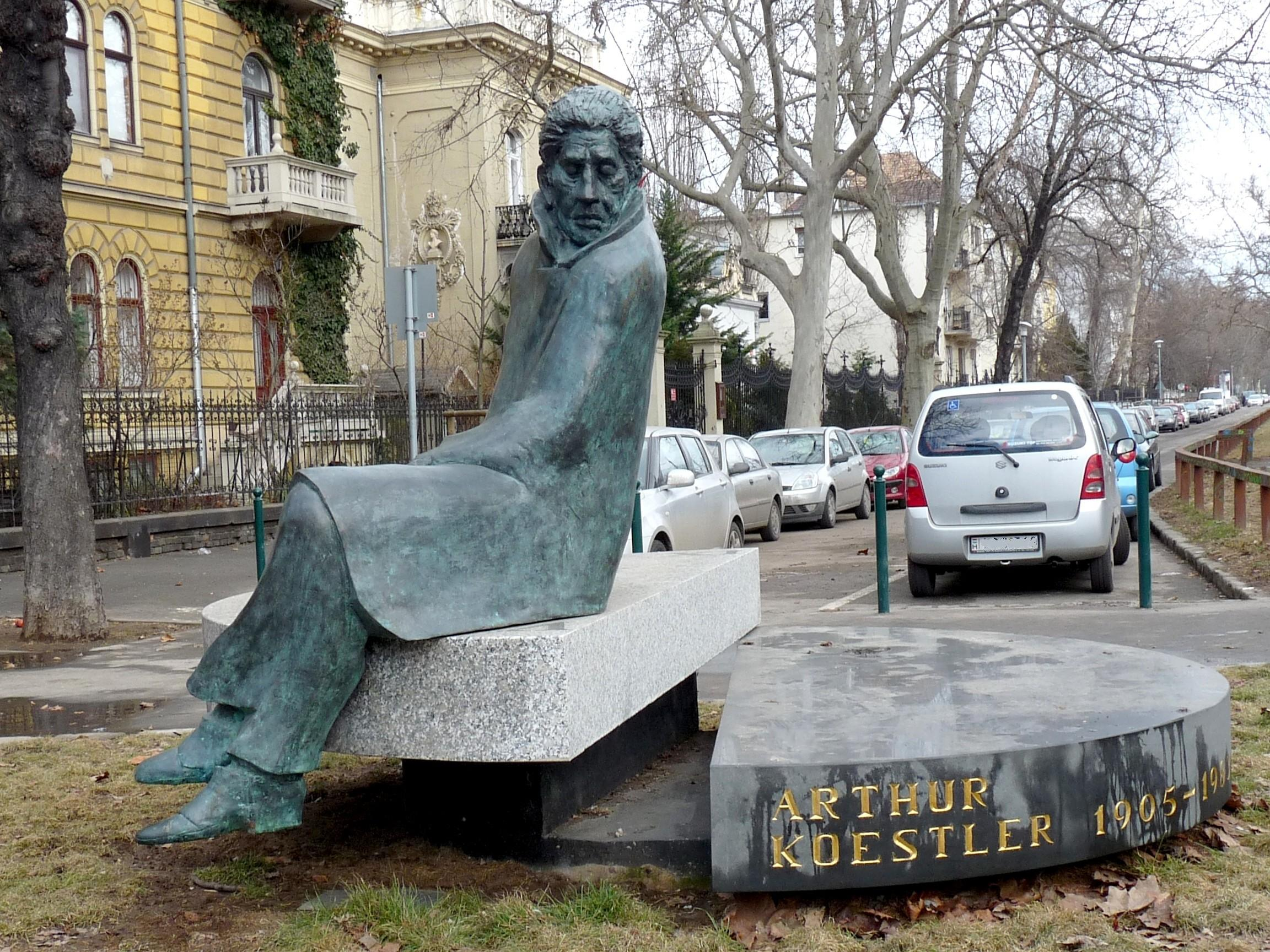
Arthur Koestler szobra Budapesten

Újság- és prózaírói tevékenysége szerteágazó tudásról vallott. Otthonosan mozgott a filozófiában, a pszichológiában, az irodalmi, társadalmi, és történelmi témákban. Érdekelte a politika, a japán és hindu mitológia, a telepatikus jelenség kérdése, a különböző hallucinogén anyagok hatása az agyműködésre. Több alkalommal maga is részt vett az Edinburgh-i egyetem laboratóriumi kísérleteiben, és 1960 körül az amerikai Harvard és a Michigan-i egyetem hasonló programjaiban.
Számos német, angol, amerikai és francia újságnak dolgozott mint riporter, tudományos szerkesztő és tárcaíró. Ilyenek voltak Die Zukunft, a Vossische Zeitung, a berlini Ullstein kiadó, The Sunday Telegraph, és az Encounter, csak néhányat említve a sok közül.
Prózai írásai szoros összefüggésben álltak politikai nézeteivel. Tanulmányozta a cionizmust, harcolt a kommunizmus, a nukleáris fegyverkezés, és a halálbüntetés ellen, és a második világháború alatt írásain keresztül erőteljesen szembeszállt a náci rezsimmel. Koestler (egy maroknyi más európai íróval együtt) hitt abban, ha az újságok, a rádió, és a többi hírközlési fórum következetesen közölte volna a nácik atrocitásait, a nyugati világ bizonyára határozottabban lépett volna fel ellenük.
Támogatta Izrael létrejöttét, és javasolta, hogy a zsidóság vagy teljes egészében költözzön új hazájába, vagy olvadjon be születési helyének kultúrájába (ld.: Judah at the Crossroads című tanulmányát a The Trail of the Dinosaur esszégyűjteményéből). Megítélése szerint a héber abc-t is észszerű lett volna latinra átültetni.
David Cesarani szerint Koestler szándékosan igyekezett magát eltávolítani zsidó származásától, úgyis mint meggyőződéses ateista. The Thirteenth Tribe (1976) című könyvében Koestler kidolgozott egy sokat vitatott elméletet: azt állította, hogy az askenázi zsidóság nem az ókori izraelitáktól, hanem a kaukázusi kazároktól származik. Szerinte a kazár nép, miután a 8. században áttért a zsidó vallásra, a mai Oroszország, Ukrajna, és Lengyelország felé kényszerült vándorolni. Saját kijelentése szerint Koestler a könyv megírásával megkülönböztető vonalat akart húzni az európai és a bibliai zsidóság között azzal a céllal, hogy némileg enyhítse az Európában uralkodó zsidóellenes érzelmeket.
Tudományos, illetve filozófiai munkáihoz tartozik az Alvajárók (The Sleepwalkers, 1959), mely a korai csillagászat története (Newtonig), és az 1955-ös The Trail of the Dinosaur.  
Életének utolsó harminc évében Koestler sokat foglalkozott tudományos szinten a parapszichológia jelenségeivel is. Legismertebb tudományos értekezése az 1970-es Roots of Coincidence, mely az érzékelésen kívüleső jelenségekkel foglalkozik. Végrendeletében kutatási célokra az Edinburgh-i egyetemre hagyta vagyona jelentős részét. (Ironikus módon, miután David Cesarini életrajza [Arthur Koestler: The Homeless Mind] 1998-ban megjelent, az író szobrát az egyetem területéről eltávolították: Cesarini szerint az 1950-es években Koestler több nőt is megerőszakolt, köztük egy közéleti személy feleségét is.)
1968-ban Sonning-díjat kapott a Koppenhágai Egyetemtől. A dán díjat kétévenként adják mindazoknak, akik jelentősen hozzájárulnak az európai kultúra fejlesztéséhez. Ugyanebben az évben Koestlert a kanadai Queen's University, (Ontario állam), tiszteletbeli doktorrá avatta.

## Halála
Idősebb korában Koestler Parkinson-kórban és fehérvérűségben szenvedett. Hitéhez hűen, mely szerint az egyénnek jogában áll dönteni saját sorsa felett, Koestler harmadik feleségével együtt öngyilkosságot követett el 1983 márciusában. Bár egészséges – és nála jóval fiatalabb – felesége kijelentette, hogy nem tud férje nélkül élni, Koestlert sokan vádolták azért, mert beleegyezett élettársa döntésébe.

## Főbb prózai írások
- Párbeszéd a halállal /Spanyol testamentum/ (Spanish Testament/Dialogue with Death, 1942); önéletrajzi munka
- A Föld söpredéke (The Scum of the Earth, 1941); önéletrajzi munka
- A jógi és a komisszár (The Yogi and the Commissar, 1945)
- Nyílvessző a végtelenbe (Arrow in the Blue, 1952)
- A láthatatlan írás (The Invisible Writing, 1954); második kötete egy önéletrajzi munkának az 1932-40-es évekről
- Alvajárók (The Sleepwalkers: A History of Man's Changing Vision of the Universe. An account of changing scientific paradigms., Hutchinson 1959)
- Teremtés (The Act of Creation, 1964)
- Szellem a gépben (The Ghost in the Machine, 1967)
- A tizenharmadik törzs /A kazár birodalom és öröksége/ (The Thirteenth Tribe, 1976)
- A lótusz és a robot I. /India/ (1999, ISBN 9639147281)
- A lótusz és a robot II. /Japán/ (1999, ISBN 963914729X)
- Achilles sarka (The Heel of Achilles, 1968-73); esszék

## Magyarul
- Kösztler Arthur: Erdélyi turista kalauz. 1.; Minerva Ny., Cluj-Kolozsvár, 1925
- Sötétség délben; Újváry "Griff", München, 1981
- Sötétség délben; Szabadidő Független Kiadó, Bp., 1984
- Sötétség délben. Regény; ford. Bart István; Európa–Reform, Bp., 1988
- A tizenharmadik törzs. A Kazár Birodalom és öröksége; ford. Rózsahegyi István, utószó Schweitzer Gábor; Kabala Kft, Bp., 1990
- Mint éjjeli tolvaj. Egy kísérlet krónikája; ford. Borbás Mária; Fabula, Bp., 1992
- Párbeszéd a halállal. Spanyol testamentum; ford. Nemes László; Fabula, Bp., 1993
- A jógi és a komisszár; vál., ford., utószó Hruby József, szerk. Bojtár Péter; Osiris-Századvég, Bp., 1994 (Osiris-Századvég könyvtár Irodalom)
- A bukott Isten; ford. Gábor György; in: Folytatásos önéletrajz; szerk. Bojtár Endre; Osiris-Századvég–2000, Bp., 1994 (Arany-Közép-Európa)
- Alvajárók; ford. Makovecz Benjamin; Európa, Bp., 1996
- Nyílvessző a végtelenbe; ford. Boris János; Osiris, Bp., 1996 (Osiris könyvtár. Irodalom)
- A láthatatlan írás. Az önéletrajz második része, 1932–1940; ford. Makovecz Benjamin; Osiris, Bp., 1997 (Osiris könyvtár. Irodalom)
- Arthur Koestler–Németh Andor: Nagyvárosi történetek; Polgár, Bp., 1997 (Polgár könyvek)
- A teremtés; ford. Makovecz Benjamin; Európa, Bp., 1998
- A Föld söpredéke; ford. Makovecz Benjámin; Osiris, Bp., 1998 (Osiris könyvtár. Irodalom)
- Japán; ford. Tandori Dezső; Terebess, Bp., 1999
- India; ford. Tandori Dezső; Terebess, Bp., 1999
- Egy mítosz anatómiája; vál., ford. Makovecz Benjamin; Osiris, Bp., 1999 (Osiris könyvtár. Irodalom)
- Érkezés és indulás; ford. Makovecz Benjamin; Osiris, Bp., 2000 (Osiris könyvtár. Irodalom)
- Szellem a gépben; ford. Makovecz Benjamin; Európa, Bp., 2000
- A dajkabéka esete / A vak véletlen gyökerei; ford. Makovecz Benjamin; Európa, Bp., 2002
- Napfogyatkozás; ford. Lukin Gábor; Pallas–Bibó István Közéleti Társaság, Bp., 2009
- Ígéret és beteljesedés. A zsidó állam születésének története; ford. Makovecz Benjamin, utószó Ungvári Tamás; Noran Libro, Bp., 2011; Joshua Könyvek, Bp., 2020
- A vágyakozás kora; ford. Makovecz Benjamin; Joshua Könyvek, Bp., 2018
- Sötétség délben. Új fordítás az eredeti kéziratból; ford. Mesés Péter; Magvető, Bp., 2019[17]
- Szajhák. Tragikomédia Bouvard és Pécouchet urak emlékére; ford. Makovecz Benjamin; Joshua Könyvek, Bp., 2019
- Alkony-bár; ford. Makovecz Benjamin; kiadatlan kézirat

## Fordítás
- Ez a szócikk részben vagy egészben  az   Arthur_Koestler című angol Wikipédia-szócikk fordításán alapul.  Az eredeti cikk szerkesztőit annak laptörténete sorolja fel. Ez a jelzés csupán a megfogalmazás eredetét és a szerzői jogokat jelzi, nem szolgál a cikkben szereplő információk forrásmegjelöléseként.

## Életrajzok
- Atkins, J., 1956. Arthur Koestler
- Buckard, Christian G., 2004. Arthur Koestler: Ein extremes Leben 1905–1983. ISBN 3-406-52177-0
- David Cesarani, 1998. Arthur Koestler: The Homeless Mind
- Hamilton, Iain, 1982. Koestler: A Biography
- Koestler, Mamaine, 1985. Living with Koestler
- A bukott Isten (The God that Failed, 1949) In: Bojtár Endre (szerk.): Folytatásos önéletrajz; Osiris-Századvég, Budapest, 2000, ford.: Gábor György
- Levene, M., 1984. Arthur Koestler
- Mikes, George, 1983. Arthur Koestler: The Story of a Friendship
- Pearson, S. A., 1978. Arthur Koestler ISBN 0-8057-6699-5